# City Ground
City Ground – stadion piłkarski w mieście West Bridgford (przedmieścia Nottingham) w hrabstwie Nottinghamshire w Anglii, położony nad prawym brzegiem rzeki Trent. Od 1898 siedziba klubu piłkarskiego Nottingham Forest F.C. Pojemność 30 332 miejsc.

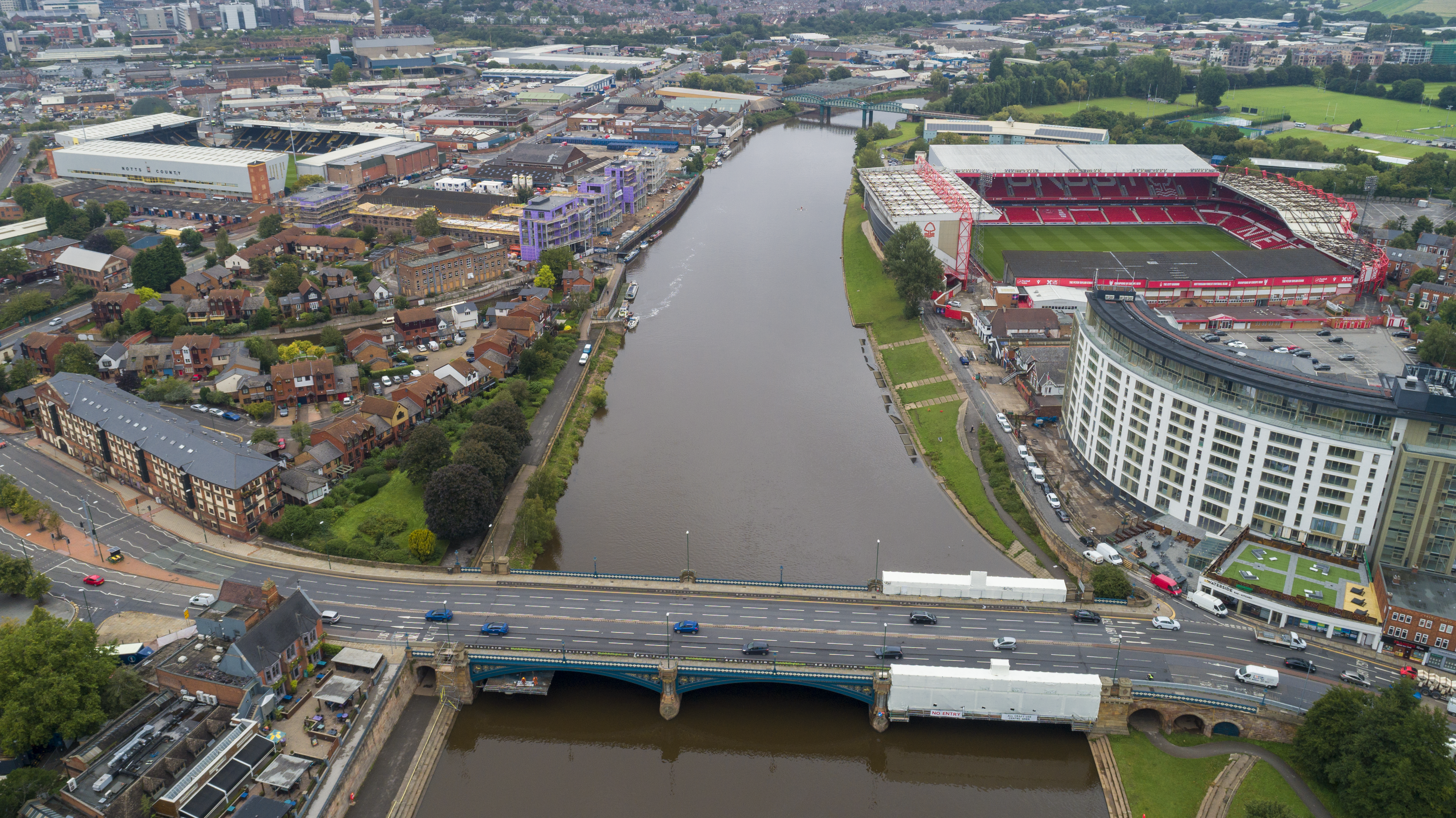
Stadiony Meadow Lane (po lewej) i City Ground (po prawej) – dwa najbliżej siebie położone stadiony piłkarskie w Anglii

City Ground znajduje się zaledwie 270 m od stadionu Meadow Lane, siedziby klubu piłkarskiego Notts County. Te dwa stadiony są najbliżej siebie położonymi stadionami piłkarskimi klubów zawodowych w Anglii, a także drugimi pod tym względem w Wielkiej Brytanii - po stadionach dwóch szkockich klubów: Dundee F.C. i Dundee United. Stadiony te znajdują się po przeciwnych stronach rzeki Trent.
Podczas turnieju Mistrzostw Europy w piłce nożnej 1996 w Anglii na stadionie zostały rozegrane trzy mecze fazy grupowej.

## Historia

### Tło historyczne
Powstały w 1865 klub piłkarski Nottingham Forest przez 14 lat rozgrywał swoje mecze na terenach rekreacyjnych Forest Recreation Ground – od nazwy których pochodzi nazwa klubu Forest – zlokalizowanych około 1,5 km na północ od centrum miasta. Były to otwarte tereny, klub nie mógł więc czerpać dochodów ze sprzedaży biletów, dlatego utrzymywał się jedynie ze składek członkowskich zawodników. W sezonie 1878–79 klub po raz pierwszy wziął udział w rozgrywkach Pucharu Anglii, docierając do półfinału, jednak ze względu na regulamin rozgrywek, który wymagał sprzedaży biletów, nie mógł on rozgrywać spotkań na własnym boisku.
W 1879 klub opuścił dotychczasową siedzibę i przeniósł się na Castle Ground w dzielnicy Meadows. W tym czasie Castle Ground były miejscem gdzie odbywały się mecze krykieta i piłki nożnej. Wcześniej, swoje mecze piłkarskie rozgrywał tam zespół Notts Castle Football Club, który uległ rozwiązaniu, a jego zawodnicy dołączyli do Nottingham Forest. Zmiana siedziby pozwoliła na wprowadzenie sprzedaży biletów podczas rozgrywek Pucharu Anglii w sezonie 1879-80. Rosnące zainteresowanie zespołem sprawiło, że klub potrzebował większego obiektu, dlatego od 1880 większość ważnych meczów była rozgrywana na boisku krykieta Trent Bridge. Był to wówczas największy obiekt sportowy w Nottingham, na którym możliwa była sprzedaż biletów.
W 1883, prawdopodobnie w wyniku decyzji administracyjnych, które zaskoczyły klub, drużyna została nagle zmuszona do poszukiwania nowej siedziby. Nowym obiektem stały się tereny sportowe Parkside Ground w Lenton (dzielnica Nottingham), na których Forest po raz pierwszy zagrali 22 września 1883. Parkside Ground były jednak znacznie oddalone od centrum miasta, a plac gry poprzez swoje nachylenie i nierówną powierzchnię poddawany był krytyce nawet w lokalnej prasie.
Dwa lata później – w 1885 – klub przeniósł się na pobliski Gregory Ground. Tamtejsze boisko o wymiarach 105x68 m zostało wyrównane, a także wzniesiono przy nim dwie małe, drewniane trybuny. Z Parkside Ground przeniesiono szatnię i pawilon, a koleje Midland Railway zgodziły się w dni meczowe zatrzymywać pociągi na pobliskiej stacji Lenton. 26 września 1885, w pierwszym meczu na nowym obiekcie, Forest pokonali 4:0 Stoke-on-Trent w obecności 2000 kibiców. 25 marca 1889 podczas meczu przeciwko Notts Rangers boisko zostało oświetlone 14 lampami naftowymi Wellsa.
W lipcu 1890 klub wykupił tereny przy ulicy Arkwright Street w dzielnicy Meadows pod budowę nowego placu gry. Prace budowlane kosztowały 1 000 funtów i obejmowały budowę zadaszonej trybuny północnej na 1 000 miejsc stojących, dużego nasypu ziemnego z sześcioma schodkami biegnącego przez całą długość boiska po stronie południowej oraz nasypu z miejscami siedzącymi po stronie zachodniej. Stadion o nazwie Town Ground został otwarty 2 października 1890 towarzyskim meczem z Queen’s Park F.C., w którym Forest wygrali 4:2 w obecności 3500 widzów.
W 1891 na Town Ground odbył się mecz między Północą a Południem, podczas którego po raz pierwszy zastosowano bramki składające się ze słupków, poprzeczki i siatki.
W 1892 Nottingham Forest został przyjęty do Football League. Pierwszy mecz ligowy na Town Ground rozegrano 10 września 1892, Forest przegrał 4:3 ze Stoke City F.C. w obecności 9000 widzów.
W sezonie 1895–96 na stadionie rozegrany został półfinał Pucharu Anglii pomiędzy Sheffield Wednesday F.C. i Bolton Wanderers F.C. zakończony zwycięstwem 3:1 drużyny z Sheffiled.
Rekordowa frekwencja w lidze, wynosząca 15 000 widzów, została odnotowana 24 kwietnia 1897 podczas meczu barażowego pomiędzy Nottingham i Burnley F.C. Ten rekord został wyrównany 4 września 1897 podczas derbów Nottingham z Notts County F.C. zakończonych remisem 1:1.
Ostatni mecz ligowy na Town Ground to wygrana 3:1 z Bury F.C. w dniu 9 kwietnia 1898, obserwowana przez 6000 widzów. W późniejszym czasie obiekt był wykorzystywany do celów mieszkalnych.
W lipcu 1897 z okazji nadania w czerwcu 1897 Nottingham statusu miasta city (w ramach obchodów Diamentowego Jubileuszu Królowej Wiktorii), nowo utworzona rada miejska planując przebudowę terenów Town Ground zaoferowała w zamian tereny po drugiej stronie rzeki Trend, które to z kolei zostały nadane burmistrzowi Nottingham przez króla Edwarda VI na mocy królewskiego statutu z dnia 21 lutego 1551 Rada miasta przyznała klubowi 21-letnią dzierżawę nowego miejsca, a klub zatwierdził plan przeniesienia na nowy teren na corocznym spotkaniu w grudniu 1897. Aby zebrać 3000 funtów wymagane do sfinansowania przeprowadzki, klub wypuścił obligacje w cenie 5 funtów, zwracając się do członków i sympatyków klubu oraz lokalnych biznesmenów o ich nabycie. Dochód z obligacji wyniósł ostatecznie 2000 funtów.

### Pierwsze lata na City Ground

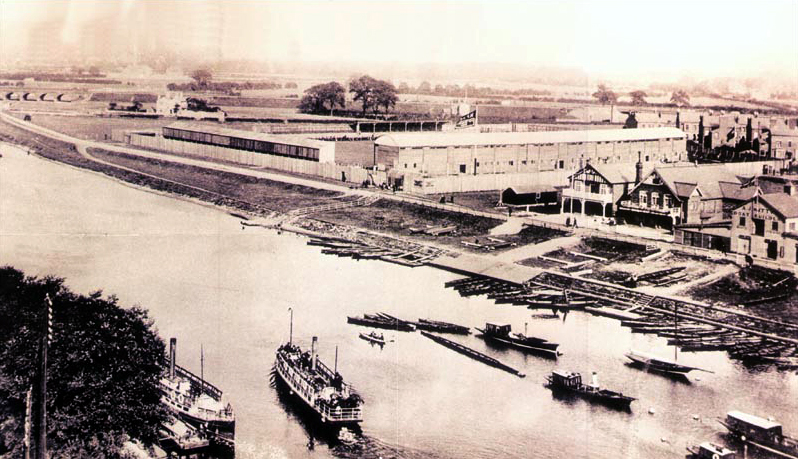
Stadion City Ground w 1898

Oficjalne otwarcie nowego obiektu odbyło się 3 września 1898 spotkaniem ligi Division One przeciwko Blackburn Rover F.C. przy dopingu 15 000 widzów.
Główna, zachodnia trybuna stadionu była konstrukcji drewnianej z dachem o beczkowatym kształcie. Trybuna wschodnia była częściowo zadaszona. Boisko było uważane za jedno z najlepszych w kraju - „aksamitny dywan z bujnej darni”. Był to wynik pracy Williama Bardilla, członka komitetu klubu i jednocześnie ogrodnika, którego rodzinna firma nadal istnieje w Stapleford. Bardill wykonał wykop o głębokości 60 cm, w którym zainstalował drenaż, a na nim umieścił wysokiej jakości trawiastą murawę przetransportowaną barką po rzece Trend ze wsi Radcliffe-on-Trent.
W 1898 mecz pierwszej rundy FA Cup pomiędzy Forest a Wolverhampton Wanderers przyciągnął na stadion aż 32 070 widzów. Był to pierwszy mecz piłki nożnej w Nottingham, z którego wpływy przekroczyły 1 000 funtów. W 1898 odbył się tutaj jeden z półfinałów FA Cup, a w latach 1899–1905 stadionie czterokrotnie gościł półfinalistów tych rozgrywek. W 1909 rozegrano na nim międzynarodowy mecz pomiędzy Anglią i Walią.
Boisko na City Ground było pierwszym boiskiem piłkarskim, którego słupki i poprzeczki bramek miały eliptyczny przekrój. Bramki o takiej konstrukcji dostarczyła w 1922 lokalna firma Standard Goals Company. Orzeczenie FA z 1938, że szerokość bramek mierzona od wewnątrz słupków powinna wynosić 8 jardów (ok. 7,31 m) oznaczało, że bramki na City Ground były o 2 cale (ok. 5 cm) za wąskie.
Podczas II wojny światowej na terenie City Ground odbywały się różne imprezy organizowane dla żołnierzy przebywających na urlopach, w tym boks i wyścigi konne. W nocy z 8 na 9 maja 1941 w wyniku bombardowania przez Luftwaffe boisko zostało poważnie uszkodzone, a jego naprawa kosztowała 75 funtów 9 szylingów 11 pensów.

### Czasy powojenne

#### Lata 1945–1959
W marcu 1947 podczas powodzi, City Ground został zalany. Wiele archiwów i oficjalnych dokumentów zostało uszkodzonych. Poziom wody sięgał aż do poprzeczek bramek. Drużyna była zmuszona rozegrać kilka domowych meczów na Meadow Lane.
W 1950 klub sporządził plany przebudowy City Ground. Pierwszym krokiem była rozbudowa i zadaszenie trybuny Trent End (od strony rzeki Trend) w 1954. 12 października 1957 otwarto nową trybunę wschodnią, której koszt budowy wyniósł 40 000 funtów, posiadała ona 2 500 miejsc siedzących. W wyniku przebudowy stadion zwiększył swoją pojemność do 48 000 miejsc. Na otwarcie rozbudowanego stadionu klub rozegrał mecz z Manchesterem United w obecności 47 804 widzów, co stało się rekordem frekwencji.

#### Lata 1960–1969
Chociaż klub należał do pionierów meczów rozgrywanych przy sztucznym oświetleniu (1889, lampy Wellsa na Gregory Ground), to City Ground był jednym z ostatnich stadionów w najwyższej klasie rozgrywek, na którym zainstalowano stałe oświetlenie. W 1961 zbudowano cztery 120-metrowe maszty oświetleniowe, a na każdym z nich zainstalowano trzydzieści sześć 1500-watowych lamp. Nowe oświetlenie zostało po raz pierwszy użyte 11 września 1961, podczas meczu Pucharu Ligi z Gillingham F.C.
Rekordowa frekwencja wynosząca 49 946 widzów, została ustanowiona w październiku 1967, kiedy Forest pokonał Manchester United 3:1 w meczu First Division.
W grudniu 1967 rozegrano tutaj mecz reprezentacji U23 Anglii i Włoch.
W latach 1962–1965 trybuna główna została ponownie zadaszona, rozbudowana i odnowiona. W jej tylnej części powstały nowe pomieszczenia biurowe, szatnie, sklepy z pamiątkami i sprzętem, sale odnowy i pomieszczenia prasowe.

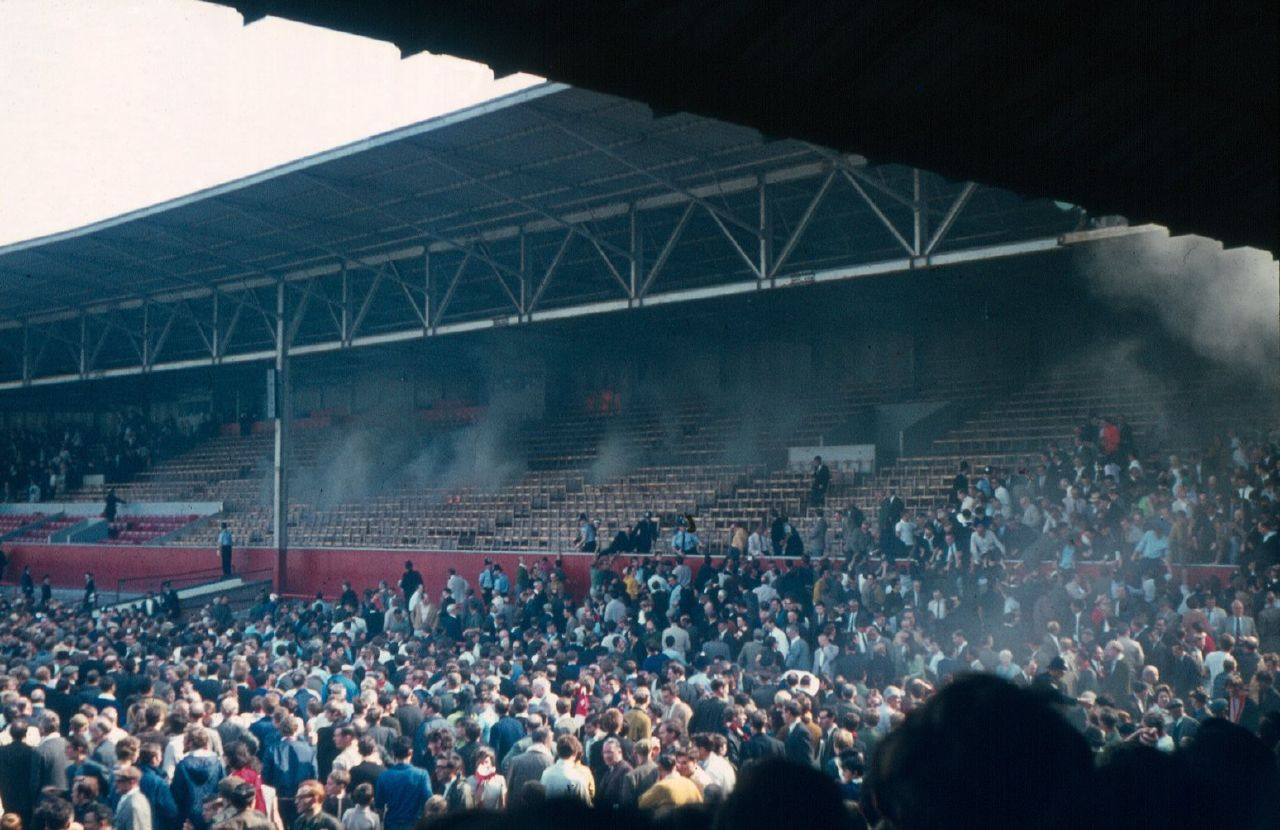
Ewakuacja fanów z trybuny głównej po wybuchu pożaru 24 sierpnia 1968

24 sierpnia 1968 podczas meczu First Division z Leeds United na trybunie głównej wybuchł pożar. Zarzewie ognia znajdowało się w pobliżu szatni, a ogień szybko rozprzestrzenił się po w większości drewnianej konstrukcji. Trybuna zostało poważnie uszkodzona, ale pomimo obecności 31 126 widzów, nikt nie został ranny. Jedyne zgłoszone obrażenia dotyczyły ekipy telewizyjnej, która w chwili wybuchu pożaru przebywała w pomieszczeniu telewizyjnym, którego konstrukcja znajdowała się na pewnej wysokości, a zejście z niej wymagało użycia drabiny, która na nieszczęście była w tym czasie przechowywana w pomieszczeniu kotłowni. Pożarł strawił wiele klubowych trofeów i pamiątek. Co ciekawe, dach trybuny nie został uszkodzony. Sama trybuna została odbudowana z betonu i stali. W wyniku pożaru zespół był zmuszony rozegrać sześć kolejnych meczów w roli gospodarza na pobliskim Meadow Lane, przegrywając je wszystkie.

#### Lata 1970–1999
30 stycznia 1980 na City Ground odbyło się pierwsze spotkanie finałowego dwumeczu o Superpuchar Europy UEFA 1979 pomiędzy Nottingham Forest a FC Barcelona. Spotkanie zakończyło się zwycięstwem gospodarzy 1:0 a frekwencja na stadionie wyniosła 23 807 widzów.
25 listopada 1980 odbyło się tutaj pierwsze spotkanie finałowego dwumeczu o Superpuchar Europy UEFA 1980 pomiędzy Nottingham Forest a Valencia CF. Spotkanie zakończyło się zwycięstwem gospodarzy 2:1 a frekwencja na stadionie wyniosła 12 463 widzów.
W sierpniu 1980 została otwarta trybuna Executive Stand na 10 000 miejsc, wybudowana za 2,5 miliona funtów – w dużej mierze dzięki dochodom ze spotkań Pucharu Europy w sezonach 1978-79 i 1979-80, w których Nottingham Forest dwukrotnie sięgnął po tytuł najlepszej drużyny w Europie, a także dochodów osiągniętych z tytułu zdobycia tytułu mistrza Anglii w 1978. W połowie lat 90. XX w. trybuna ta została przebudowana i przemianowana na trybunę Briana Clougha w uznaniu jego zasług dla klubu. Trybuna mieściła 36 lóż dla kadry kierowniczej, dużą jadalnię, przez co stała się atrakcyjna dla klientów korporacyjnych. Dodatkowo, po raz pierwszy w historii zastosowano kolorową identyfikację trybuny, poprzez ułożenie z części krzesełek napisu „FOREST” w kolorze białym, wkomponowanego na tle krzesełek koloru czerwonych. Przebudowa trybuny pozwoliła na zwiększenie pojemności stadionu do 35 567 miejsc, w tym 15 009 miejsc siedzących.
Przebudowa stadionu w połowie lat 90. XX w. była konsekwencją tragicznych wydarzeń z 15 kwietnia 1989, które miały miejsce na stadionie Hillsborough w Sheffield podczas półfinału Pucharu Anglii pomiędzy Nottingham Forest i Liverpoolem. Efektem tragedii na Hillsborough oraz stadionie Heysel w Brukseli był Raport Taylora, ministra sprawiedliwości Zjednoczonego Królestwa, który wymuszał zastosowanie zmian konstrukcyjnych na angielskich stadionach.
W latach 1992-93 zmodernizowano trybunę Bridgford. Koszt prac budowlanych zamknął się kwotą 4,6 mln funtów, z czego 1,9 mln funtów pochodziło z grantu Football Trust. Prace rozpoczęły się w kwietniu 1992 a po ich ukończeniu trybuna zyskała pojemność 7 710 miejsc, przy czym jej dolny sektor na 5 131 miejsc został przeznaczony dla kibiców przyjezdnych. Dach nad tą trybuną został zaprojektowany w taki sposób, by zapewnić dostęp światła słonecznego do pobliskich domów mieszkalnych przy ulicy Colwick Road. 70 miejsc przeznaczono dla osób poruszających się na wózkach inwalidzkich. Umieszczono na niej centrum techniczne, które swoim działaniem obejmuje sterowanie systemem nagłośnienia, tablicą wyników oraz zapewnia policyjną obsługę meczową.
W latach 1994–1996 przebudowano trybunę Trent End. Decyzja o jej modernizacji była związana z wyborem City Ground na jedną z aren turnieju Euro 1996. Po przebudowie trybuna mieściła 7 338 miejsc, co pozwoliło uzyskać pojemność stadionu liczącą 30 576 miejsc, wszystkie siedzące. Ostatni meczem rozegranym na stadionie przed przebudową było spotkanie 8 maja 1994, kiedy w obecności 27 010 widzów Forest świętowało powrót do Premier League.

### XXI wiek
City Ground był gospodarzem finału Pucharu Anglii w piłce nożnej kobiet FA Women’s Cup w latach 2007 i 2008.
Oprócz meczów piłkarskich na stadionie odbyły się również inne imprezy. 28 kwietnia 2002 na stadionie rozegrano półfinał rugby Heineken Cup, w którym Leicester Tigers pokonało Llanelli Scarlets 13:12. Leicester Tigers po raz kolejny zagrali na City Ground 24 kwietnia 2016 w półfinale Pucharu Mistrzów Europy w rugby przegrywając 16:19 z francuskim zespołem Racing 92. Na stadionie organizowano również koncerty muzyczne.
W grudniu 2012 za kwotę ponad 1 miliona funtów zainstalowano dwa nowe duże ekrany, jeden między trybunami Trent End i Briana Clougha, a drugi z tyłu trybuny Bridgford, wraz z tablicami reklamowymi w technologii LED rozmieszczonymi wokół boiska.
W październiku 2015 główna trybuna została przemianowana na cześć urodzonego w Nottingham, zdobywcy Pucharu Europy, Petera Taylora.
Przed sezonem 2016-17 w związku z problemami z otrzymaniem certyfikatu bezpieczeństwa pojemność stadionu została zmniejszona do 24 357 miejsc.
Latem 2017, pod kierownictwem nowego właściciela Evangelosa Marinakisa, przeprowadzone prace remontowe obejmujące remont szatni, montaż wygodnych foteli w ławkach rezerwowych, a także inne drobne prace renowacyjne. W 2019 klub zapewnił sobie od Rady miasta przedłużenie dzierżawy City Ground na kolejne 250 lat, co umożliwiło realizację planów przebudowy, w tym odbudowę trybuny Petera Taylora, ulepszenia trybun Bridgford i Briana Clougha oraz rozwój trybuny Trentside.

## Euro 1996
Podczas turnieju Mistrzostw Europy w piłce nożnej 1996 w Anglii na stadionie City Ground zostały rozegrane trzy mecze fazy grupowej:
| Data            |            | Wynik |            | Faza    |
| --------------- | ---------- | ----- | ---------- | ------- |
| 11 czerwca 1996 | Turcja     | 0–1   | Chorwacja  | Grupa D |
| 14 czerwca 1996 | Portugalia | 1–0   | Turcja     | Grupa D |
| 19 czerwca 1996 | Chorwacja  | 0–3   | Portugalia | Grupa D |